# Policía de tráfico

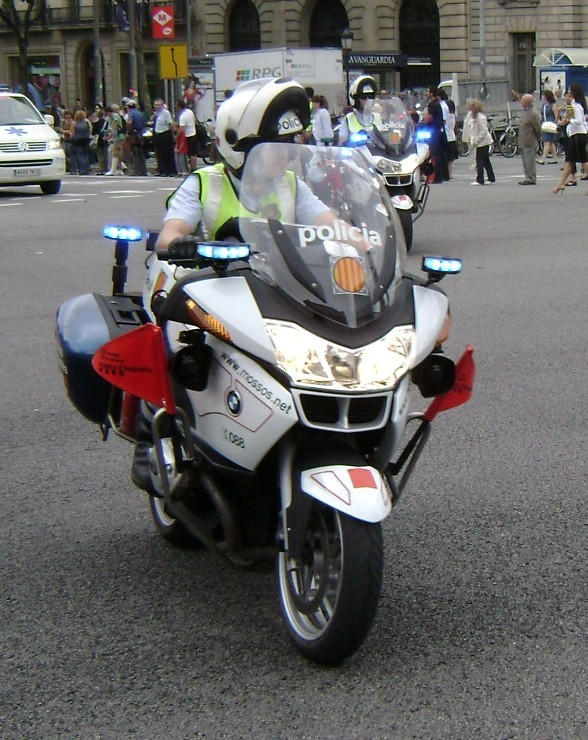
Motorrad der Verkehrspolizei in Katalonien

Die Policía de tráfico (auch Policía de tránsito) ist die Bezeichnung der Verkehrspolizei in Spanien. Die Aufgaben der Verkehrspolizei wie z. B. Verkehrskontrollen, Alkoholkontrollen und Straßensperren werden von den verschiedenen Polizeien des Staates, der Autonomen Gemeinschaften und der Gemeinden wahrgenommen.
Für Fernstraßen (Nationalstraßen und Autobahnen) ist zumindest dort, wo die Autonomen Gemeinschaften keine eigenen Polizeien haben, die "Agrupación de Tráfico" der Guardia Civil zuständig. In Bereichen, in denen Nationalstraßen durch geschlossene Ortschaften führen, überschneiden sich die Zuständigkeiten zwischen Policía de tráfico und Policía Local, meist arbeitet man zusammen.